# Жирче
Жирче (на сръбски: Жирче) е село в Сърбия, разположено в община Тутин, Рашки окръг. Намира се на 1006 метра надморска височина. Населението му според преброяването през 2011 г. е 370 души. При преброяването на населението през 2002 г. има 370 жители, от тях 368 (99,45 %) бошняци, 1 (0,27 %) сърбин и 1 (0,27 %) незвестен.

## Население
Численост на населението според преброяванията през годините:
- 1948 – 278 души
- 1953 – 305 души
- 1961 – 254 души
- 1971 – 374 души
- 1981 – 411 души
- 1991 – 362 души
- 2002 – 370 души
- 2011 – 370 души